# لینکلن باروز
لینکلن باروز (به انگلیسی: Lincoln Burrows) نام یکی از شخصیت‌های سریال فرار از زندان است. این شخصیت را در طول سریال، دومینیک پرسل بازی کرده‌است. باروز از مشهورترین شخصیت‌های این سریال است.

## پیشینه
والدین لینکلن برای «شرکت» کار می کردند اما هر دو کشته شدند، بنابراین آلدو (پدر مایکل) او را پذیرفت و او را مانند فرزند خودش بزرگ کرد. نه لینکلن و نه مایکل تا فصل ۴ این را نمی دانستند (نویسنده اپیزود، Karyn Uscher، در تفسیر صوتی قسمت فاش کرد که این یک دروغ است - لینکلن واقعا برادر بیولوژیکی مایکل است). پس از مرگ جعلی مادرشان، لینکلن سرپرست مایکل شد. لینکلن در سال دوم دبیرستان مورگان پارک در تولدو، اوهایو را رها کرد و به شیکاگو نقل مکان کرد تا زندگی جنایی خود را آغاز کند. قبل از محکومیت به جرم قتل برادر معاون رئیس جمهور، وی به اتهام سرقت، آسیب کیفری به اموال، نگهداری لوازم مواد مخدر و باتری محکوم شده بود. او و لیزا ریکس با هم صاحب یک پسر به نام لینکلن باروز جونیور (L.J.) (با بازی مارشال آلمن) شدند.
هنگامی که مایکل 18 ساله بود، لینکلن 90000 دلار برای پرداخت هزینه تحصیلات دانشگاهی مایکل قرض گرفت و به او گفت که این نیمی از بیمه عمر مادرش است. واقعاً بیمه عمر وجود نداشت و این پول شروع اتفاقاتی بود که در نهایت منجر به محکومیت لینکلن به اعدام شد. این در اپیزود فلاش بک، "نگهبان برادر" فاش شد. اقدامات لینکلن باعث شد که مایکل احساس گناه و مسئولیت کند، که دلیل او را برای ایجاد یک نقشه مفصل برای نجات برادرش توضیح می دهد.
لینکلن متهم به قتل برادر معاون رئیس جمهور، ترنس استیدمن است. اگرچه او در دادگاه اعتراف کرد که بی‌گناه است، اما به دلیل وجود شواهد فراوان به اعدام محکوم شد. پس از اتمام تمام درخواست‌هایش، تاریخ اعدام او 11 می 2006 تعیین شد. در شروع نمایش، تنها یک ماه فرصت دارد.

## شخصیت
در دو فصل اول، لینکلن بسیار قوی، هم از نظر جسمی و هم از نظر روحی، ظاهر می‌شود و خود را بسیار تهدیدکننده نشان می‌دهد (تا جایی که به تنهایی با پنج نفر از مردان تی‌بگ مبارزه می‌کند تا از یک CO در هنگام شورش دفاع کنند) و ترسناک. با وجود آن، او به عنوان ناتوان از کشتن آشکار می شود. پس از شکست دادن ماهون در قسمت "فین دل کامینو"، تردید او برای شلیک به او به ماهون اجازه می دهد تا مزیت را دوباره به دست آورد و او را شکست دهد و باعث می شود به مایکل بگوید: "در اعماق وجود، او دقیقاً مثل شماست. او قلبی دارد که نمی تواند این کار را انجام دهد. مردی را بکش." در فصل سوم، لینکلن برای اولین بار می کشد، به یکی از عوامل شرکت شلیک می کند و به نظر می رسد که پشیمان نیست.
در فصل چهارم، به نظر می‌رسد لینکلن باروز بی‌رحم و بی‌رحم تر شده است، درست مانند یک مامور شرکت (شامل لباس و اسلحه) عمل می‌کند، در شلیک اسلحه‌اش تردیدی نداشته و مایل به شکنجه مردم است. پس از اینکه شرکت یک بار برای همیشه از بین می رود، لینکلن به خود اصلی خود باز می گردد، دیگر یک قاتل نیست، بلکه یک مرد خانواده است

## مفهوم و خلقت
پرسل سه روز قبل از شروع تولید انتخاب شد و در نتیجه، او آخرین بازیگری بود که به گروه اصلی پیوست. او برای این نقش تست داد در حالی که نقشی تکراری در نقش تامی راوتو در ساحل شمالی داشت. از زمان کار بر روی جان دو، پرسل رابطه دوستانه ای با فاکس داشته است. از این رو، فیلمنامه آزمایشی فرار از زندان برای او فرستاده شد. اولین برداشت Scheuring از پورسل او را متقاعد نکرد که برای این نقش مناسب باشد، زیرا این بازیگر با موهای آراسته و برنزه به تست بازیگری رفت. با این حال، بازی پرسل برنده این نقش شد. او در اولین روز فیلمبرداری با سر تراشیده وارد صحنه شد، که شیورینگ را با شباهت فیزیکی دو بازیگر اصلی سریال شگفت زده کرد.

## جزئیات تولید
پل ادلشتاین که نقش دشمن لینکلن را برای 35 قسمت اول در نقش پل کلرمن بازی می کند، ابتدا برای نقش لینکلن تست بازیگری داده بود. جانی مسنر و اریک دین گزینه‌های مشترکی برای این نقش بودند، اما مدیران نمی‌توانستند تصمیم بگیرند که با چه کسی بروند، بنابراین به دنبال شخص دیگری بودند که منجر به انتخاب دومینیک پرسل شد.

## حضور

### فصل اول
لینکلن با فریبکاری و صحنه‌سازی عده‌ای که بعدها متوجه می‌شویم در صدد انتقام از پدر او هستند، به زندان می‌افتد و محکوم به اعدام می‌شود. برادرش برای کمک به او به زندان می‌آید . با این حال لینکلن روی صندلی الکتریکی می‌نشیند ولی پدرش او را نجات می‌دهد. بار دوم که اعدام در حال اجراست، مایکل او را نجات می‌دهد و از زندان فرار می‌کنند.

### فصل دوم
پس از تلاش نا موفق برای به دست آوردن ۵٫۰۰۰٫۰۰۰ دلار، آنها بدون پول به سمت پاناما می‌گریزند. یک بار هم بازداشت می‌شوند ولی سرانجام به سلامت از مرز عبور می‌کنند.

### فصل سوم
لینکلن که سر بریده سارا را دیده، مرگ او را از مایکل مخفی می‌کند تا بتواند ال جی را نجات بدهد.

### فصل چهارم
لینکلن نقشی اساسی در این فصل ندارد و تنها یکی از اعضای گروهی است که با مافیا مبارزه می‌کنند. او پی می‌برد که مایکل برادر واقعی او نیست.

### فصل پنجم
پس از پی بردن به زنده بودن مایکل، به یمن می‌رود و برادرش را نجات می‌دهد.